# Mabule
Mabule – wieś w Botswanie w dystrykcie Southern. Według spisu ludności z 2011 roku wieś liczyła 2260 mieszkańców.